# دوري آيسلندا الممتاز 1937
دوري آيسلندا الممتاز 1937 (بالآيسلندية: Efsta deild karla í knattspyrnu 1937) هو الموسم 26 من  دوري آيسلندا الممتاز. كان عدد الأندية المشاركة فيه  3، وفاز فيه نادي فالور.